# Muscatine County
Muscatine County är ett administrativt område i delstaten Iowa, USA, med 42 745 invånare. Den administrativa huvudorten (county seat) är Muscatine.

## Geografi
Enligt United States Census Bureau har countyt en total area på 1 163 km². 1 136 km² av den arean är land och 27 km² är vatten.

### Angränsande countyn
- Cedar County - norr
- Scott County - nordost
- Rock Island County, Illinois - öst, över Mississippifloden
- Louisa County - söder
- Johnson County - nordväst

### Orter
- Muscatine (huvudort)
- Nichols
- Wilton (delvis i Cedar County)